# Nyctemera nigrovena
Nyctemera nigrovena là một loài bướm đêm thuộc phân họ Arctiinae, họ Erebidae.